# Jean Efala
Jean Efala Komguep (ur. 11 sierpnia 1992 w Mfou) – kameruński piłkarz grający na pozycji bramkarza. Od 2018 jest zawodnikiem klubu Akwa United.

## Kariera klubowa
Swoją karierę piłkarską Efala rozpoczął w klubie Fovu Baham. W latach 2010–2011 grał w jego barwach w drugiej lidze kameruńskiej. Na początku 2012 przeszedł do Cotonsport Garua. W sezonie 2011/2012 wywalczył z nim wicemistrzostwo Kamerunu, a w sezonie 2013 został mistrzem tego kraju. W 2014 roku przeszedł do UMS de Loum, w którym spędził dwa sezony. W latach 2016–2017 był zawodnikiem Canonu Jaunde, a w latach 2017-2018 występował w Colombe Sportive. Na początku 2019 roku trafił do nigeryjskiego klubu Akwa United. W sezonie 2020/2021 wywalczył z nim tytuł mistrza Nigerii.

## Kariera reprezentacyjna
W reprezentacji Kamerunu Efala zadebiutował 6 lutego 2013 w przegranym 0:1 towarzyskim meczu z Tanzanią, rozegranym w Dar es Salaam. W 2022 roku został powołany do kadry na Puchar Narodów Afryki 2021. Wraz z Kamerunem zajął 3. miejsce na tym turnieju, jednak nie rozegrał na nim żadnego meczu.